# Aphthonoides lopatini
Aphthonoides lopatini là một loài bọ cánh cứng trong họ Chrysomelidae. Loài này được Doeberl miêu tả khoa học năm 2005.